# Ніцький край
Ні́цький кра́й (латис. Nīcas novads) — адміністративно-територіальна одиниця Латвійської Республіки. Розташований у південно-західній частині країни, в історичному регіоні Курляндія. Адміністративний центр — Ніца. Створений 2009 року. Площа — 350,79 км². Населення — 3579 осіб (2011). До складу краю входять 2 волості.

## Населення
Національний склад краю за результатами перепису населення Латвії 2011 року.
| Національність | К-сть | % |
| -------------- | ----- | - |